# Жексембинов, Жомарткали Баясилович
Жомарткали Баясилович Жексембинов (каз. Жомартқали Баясылұлы Жексембинов род. 1 сентября 1943; Коксуский район, Талды-Курганская область, Казахская ССР) — казахстанский государственный и общественный деятель, ветеран партии. Депутат Сената Парламента Республики Казахстан (2002—2008).

## Биография
Жомарткали Баясилович Жексембинов Родился 1 сентября 1943 года в селе Талапты Кировского района (ныне Коксуский район) Талды-Курганской области.
В 1972 году окончил Алматинский зоотехнический институт по специальности «учёный-агроном».

## Трудовая деятельность
С 1960 по 1962 годы — Заведующий военно-учетным столом Коксуского аулсовета.
С 1966 по 1968 годы — Колхозник.
С 1968 по 1972 годы — Инструктор Талды-Курганского, Кировского райкомов партии.
С 1972 по 1975 годы — Первый секретарь Кировского райкома ЛКСМ (К).
С 1975 по 1983 годы — Заворготделом Аксуского райкома партии, председатель Аксуского КНК, председатель Аксуского РАПО.
С 1983 по 1984 годы — Заместитель заведующего орготделом Талды-Курганского обкома партии.
С 1984 по 1989 годы — Директор Талды-Курганской госплемстанции, зоотехник, главный зоотехник колхоза.
С 1989 по 1990 годы — Председатель Капальского РАПО.
С 1990 по 1994 годы — Директор Талды-Курганского зооветтехникума.
С 1995 по 2002 годы — Директор Талдыкорганского экономико-технологического колледжа Алматинской области.
С февраль 2009 года по настоящее время — Председатель комиссии партийного контроля Алматинского областного филиала НДП «Нур Отан».

## Выборные должности, депутатство
С март 1994 по март 1995 годы — Депутат Верховного Совета Республики Казахстан 13-го созыва от Коксуского избирательного округа № 117 Талдыкорганской области.
С 2002 по 2008 годы — Депутат Сената Парламента Республики Казахстан от Алматинской области, член Комитета по региональному и отраслевому развитию; член постоянного Комитета по аграрным вопросам и охране окружающей среды.
Член Комиссии по государственным наградам при Президенте Республики Казахстан;
Член Межпарламентской Ассамблеи Евразийского Экономического Сообщества;
Член группы сотрудничества с Парламентом Республики Беларусь, с Конгрессом США, с Сенатом Республики Польша, с Кнессетом Государства Израиль.

## Награды и звания
- Орден Курмет (декабрь 2006)[3]
- Орден «Содружество» (МПА СНГ 2008 года)[4]
- Почётная грамота Сената Парламента Республики Казахстан (2008)
- Почётный гражданин Алматинской области и города Талдыкорган.
- Благодарственное письмо Первого Президента Республики Казахстан.
- Награждён государственными юбилейными медалями Республики Казахстан и др.
- Почётная грамота Межпарламентской Ассамблеи Евразийского экономического сообщества (26 мая 2006 года) —  за активное участие в деятельности Межпарламентской Ассамблеи, заслуги в развитии межпарламентского сотрудничества[5].